# Граймс-Грейвс

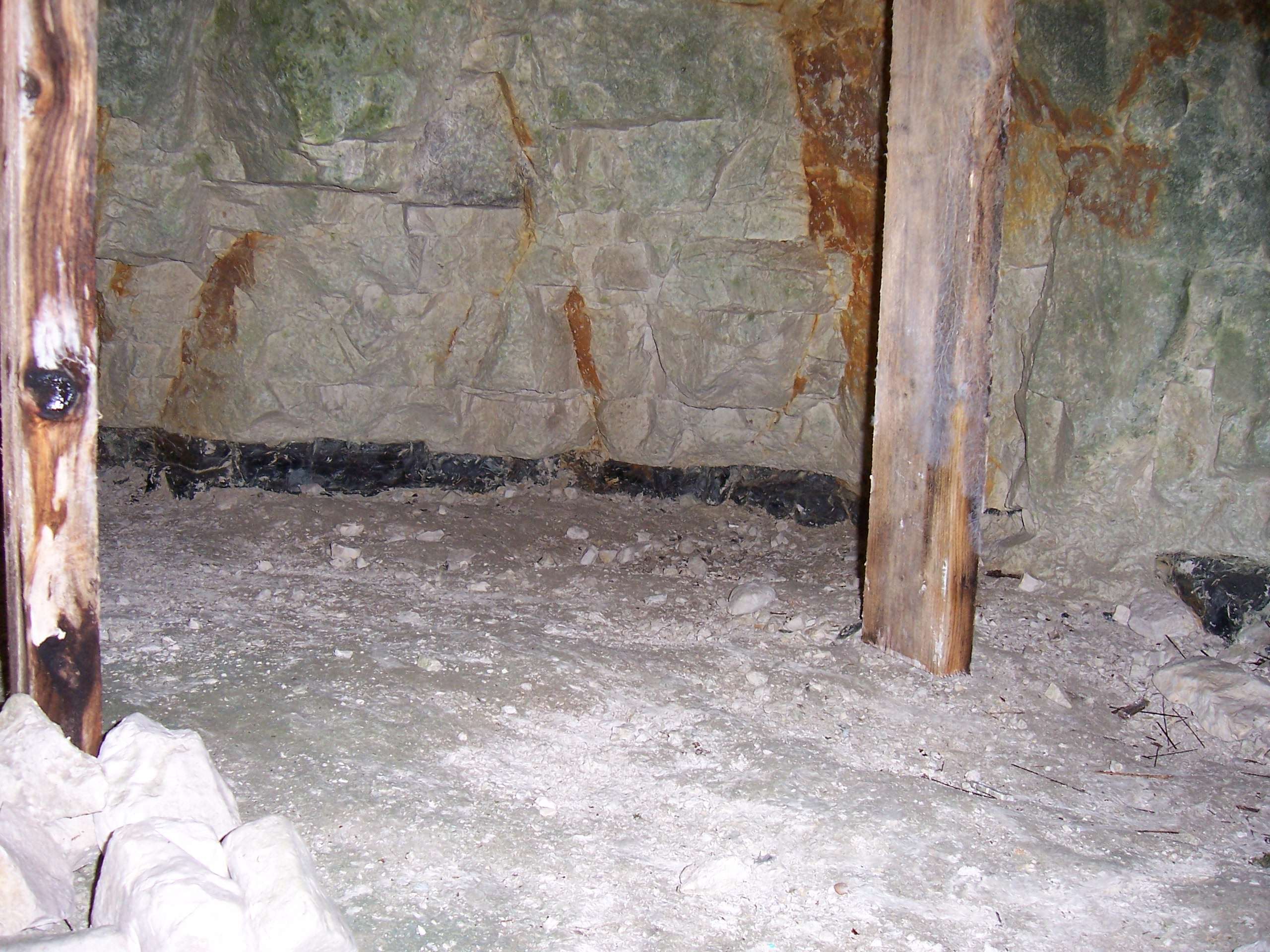
Граймс-Грейвс

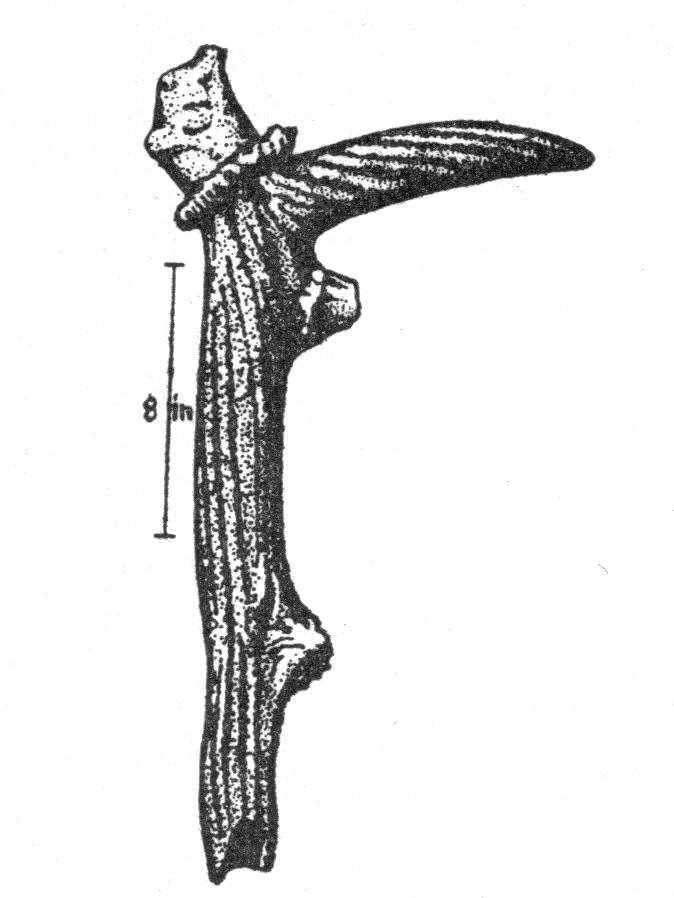
Кайло из оленьего рога — найдено в Граймс-Грейвс

Граймс-Грейвс (Grimes Graves) — крупное скопление древних шахт в Великобритании. Расположено около Брандона (Суффолк). 
В Граймс-Грейвсе находится около 250 кремнёвых шахт, они занимают около 37 гектаров. Они представляют собой воронковидные ямы до 12-13 м глубиной. Шахты проходят через кремнёвые слои и от них в стороны отходят штольни. В кремнёвых копях в Граймс-Грейвс найдены орудия труда — молоты, топоры, кирки из камня и рога оленя.
Они интересны тем, что представляют переход между открытой и подземной горной добычей кремня. Желваки кремня добывались при помощи кайл. После этого кремни обтёсывались, приобретая форму топоров, и затем полировались.
Торговля заготовками для топоров охватывала довольно широкую территорию, нередко полировка происходила лишь в месте назначения. Полировка укрепляла конечный продукт, он мог после этого служить дольше. Топоры первоначально служили для рубки леса в раннем неолите, а также для обработки древесины для постройки домов и лодок.
Аналоги данной шахты обнаружены на территории Великобритании — в Сиссбери, где также добывался кремень.
Граймс-Грейвс примерно переводится как «чёртовы могилы».